# SPL (film)
Az SPL vagy Killer Zone (hagyományos kínai írás: 殺破狼, mandarin pinjin: Shā Pò Láng, magyaros mandarin: Sa Po Lang; jűtphing: Saai Po Long, magyaros kantoni: Száj Phó Lóng) egy 2005-ben bemutatott hongkongi akciófilm Donnie Yennel, Sammo Hunggal és Vu Csing (Wu Jing)gel a főszerepben. A filmért Donnie Yen elnyerte a Hong Kong Film Awards legjobb akciókoreográfia díját.

## Fogadtatása
A LoveHKFilm szerint a film visszatérés a klasszikus hongkongi akciófilmek műfajához, ahol nem a cselekmény vagy a szereplők jellemfejlődése számít, hanem az akció, ebben pedig az SPL egy igazi „ász krimithriller”. Mind a Twitch Film, mind a LoveHKFilm egyetért abban, hogy a Vu Csing (Wu Jing) és Donnie Yen közötti párbaj a film fénypontja, ahol a két harcművész gyakorlatilag improvizálta a harcot, Yen pedig valóban kettétört három fémbotot Vu (Wu) karján. A Twitch Film értékelése szerint a jelenet Yen karrierjének legjobb pillanata.